# Фындыклы
Фындыклы́ (тур. Fındıklı) — город и район в иле Ризе на черноморском побережье Турции. Город находится в 65 км от города Ризе. В состав района входит 31 деревня. Площадь поселения — 409 км². По оценкам на 2020 год население составляет 16 678 жителей.

## Экономика
Местное население занимается преимущественно выращиванием чая, фундука и фруктов, кроме этого развито рыболовство, пчеловодство и животноводство. Плантации чая были созданы в 1924 году и с тех пор являются основной статьёй дохода местного населения.

## Экология
Экологические проблемы региона связаны наводнениями и оползнями, которые наносят ущерб природным и культурным объектам. К увеличению частоты стихийных бедствий привело увеличение численности населения и урбанизации, изменение землепользования и вырубка лесов.

## Города-побратимы
- Грузия: Мцхета (2014)[источник не указан 1311 дней]